# 24 de fevereiro
24 de fevereiro é o 55.º dia do ano no calendário gregoriano. Faltam 310 dias para acabar o ano (311 em anos bissextos). Pela tradição Romana, 24 de fevereiro é o dia adicionado a um ano bissexto, e a ocorrência do dia 29 de fevereiro é apenas uma consequência deste fato.

## Eventos históricos

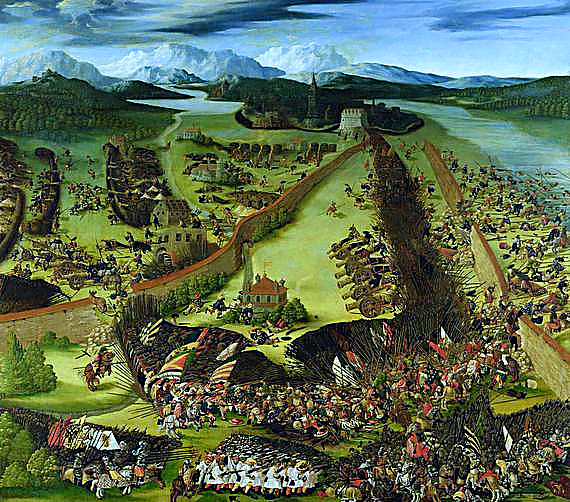
1525: Batalha de Pavia

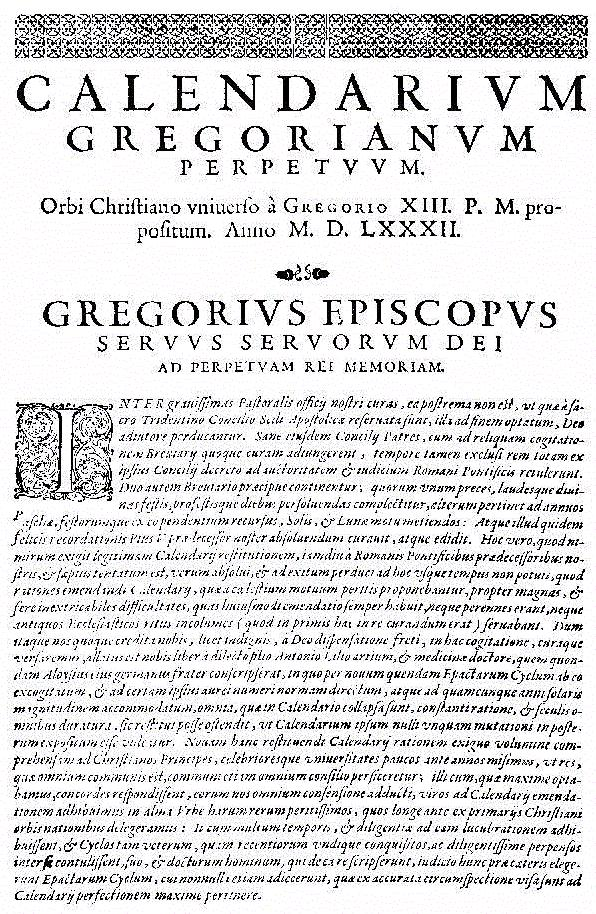
1582: A primeira página da bula pontifícia Inter gravissimas

- 0303 — Imperador romano Galério publica o édito para o início da perseguição aos cristãos numa parte do Império Romano.
- 0484 — O rei Hunerico dos vândalos substitui os bispos nicenos por arianos e bane alguns para a Córsega.
- 1386 — Rei Carlos III de Nápoles e Hungria é assassinado em Buda.
- 1525 — Um exército espano-austríaco derrota um exército francês na Batalha de Pavia.
- 1582 — Com a bula pontifícia Inter gravissimas, o Papa Gregório XIII anuncia o calendário gregoriano.
- 1607 — Primeira apresentação de L'Orfeo de Claudio Monteverdi, uma das primeiras obras reconhecidas como uma ópera.
- 1684 — Brasil Colônia: Início da Revolução de Beckman, no Maranhão, contra a Companhia de Comércio do Maranhão.
- 1711 — Estreia em Londres Rinaldo de Georg Friedrich Händel, a primeira ópera italiana escrita para o palco londrino.
- 1739 — Batalha de Karnal: o exército do governante iraniano Nader Xá derrota as forças do imperador mogol da Índia, Maomé Xá.
- 1821 — Etapa final da Guerra da Independência do México da Espanha com o Plano de Iguala.
- 1826 — Assinatura do Tratado de Yandabo marca o fim da Primeira Guerra Anglo-Birmanesa.
- 1854 — Penny Red é o primeiro selo postal denteado a ser oficialmente emitido para distribuição.
- 1881 — China e Rússia assinam o Tratado de São Petersburgo.
- 1891 — Promulgada a primeira Constituição republicana do Brasil.
- 1895 — Início da revolução em Baire, uma cidade perto de Santiago de Cuba, desencadeando a Guerra de Independência Cubana, que resulta na Guerra Hispano-Americana em 1898.
- 1897 — No Rio de Janeiro, o Palácio do Catete, sede da presidência da república, é inaugurado.
- 1917 — Primeira Guerra Mundial: o embaixador americano em Londres, Walter Hines Page, é informado sobre o Telegrama Zimmermann, em que a Alemanha promete ajuda econômica e a restituição dos estados do Novo México, Texas e Arizona ao México se esse país declarar guerra aos Estados Unidos.
- 1918 — Declaração de Independência da Estônia.
- 1920 — O Partido Nazista (NSDAP) é fundado por Adolf Hitler na cervejaria Hofbräuhaus em Munique, Alemanha.
- 1932 — É promulgado o Código Eleitoral brasileiro e criado o Tribunal Superior Eleitoral (TSE). As mulheres brasileiras conquistaram o direito de votar.[1] O voto secreto é introduzido.
- 1942 — Batalha de Los Angeles: um alarme falso levou a uma barragem antiaérea que durou até as primeiras horas do dia 25 de fevereiro.
- 1944 — Merrill's Marauders: os marauders começam sua jornada de pouco mais de 1 600 quilômetros através da Birmânia ocupada pelos japoneses.
- 1949 — Acordos de Armistício são assinados para encerrar formalmente as hostilidades da Guerra árabe-israelense de 1948.
- 1968 — Guerra do Vietnã: a Ofensiva do Tet é interrompida; o Vietnã do Sul recaptura Huế.
- 1972 — Incêndio do edifício Andraus, em São Paulo, Brasil, deixa 16 mortos e 330 feridos.
- 1989 — Voo United Airlines 811, que partiu de Honolulu com destino à Nova Zelândia, perde sua porta de carga durante o voo e nove passageiros são sugados para fora da aeronave.
- 1991 — Guerra do Golfo: tropas terrestres cruzam a fronteira da Arábia Saudita e entram no Iraque, iniciando a fase terrestre da guerra.
- 2006 — Presidente filipina Gloria Macapagal-Arroyo emite a Proclamação 1017 colocando o país em estado de emergência na tentativa de subjugar um possível golpe militar.
- 2007 — Japão lança seu quarto satélite espião, aumentando sua capacidade de monitorar ameaças potenciais da Coreia do Norte.
- 2011 — Lançamento da missão STS-133, o último voo da nave Discovery.
- 2016 — Voo Tara Air 193, uma aeronave De Havilland Canada DHC-6 Twin Otter, cai matando 23 pessoas em Solighopte, distrito de Myagdi, quando voava de Pokhara para Jomsom no Nepal.
- 2021 — Estabeleceu-se por lei complementar a autonomia do Banco Central do Brasil, para zelar pela estabilidade e pela eficiência do sistema financeiro.
- 2022 — Dias após reconhecer Donetsk e Lugansk como Estados independentes, o presidente russo Vladimir Putin ordena uma invasão em grande escala da Ucrânia.

## Nascimentos

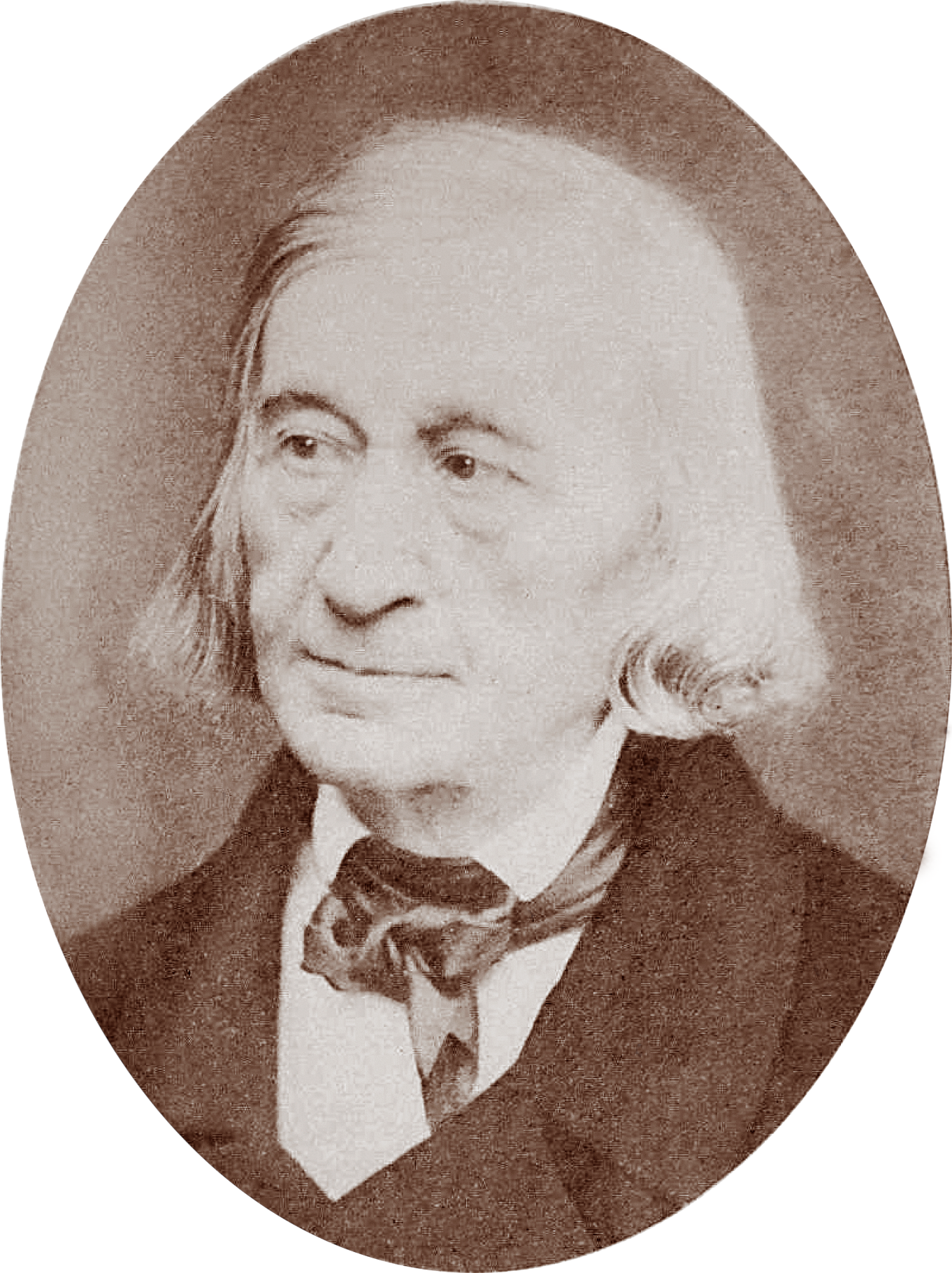
Wilhelm Grimm

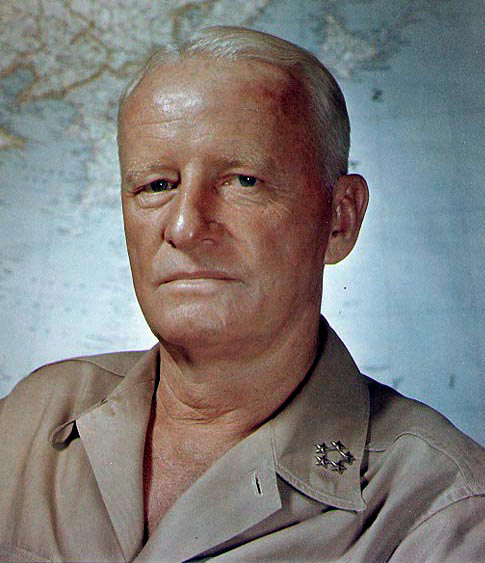
Chester W. Nimitz

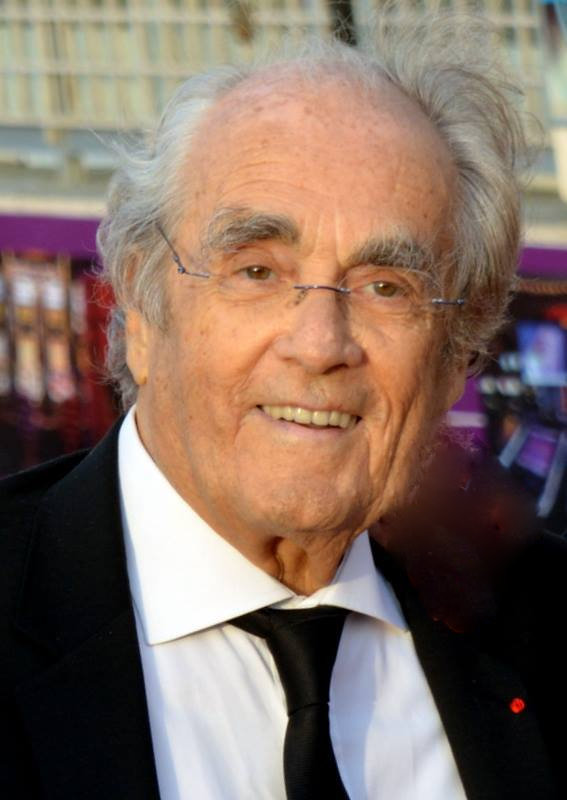
Michel Legrand

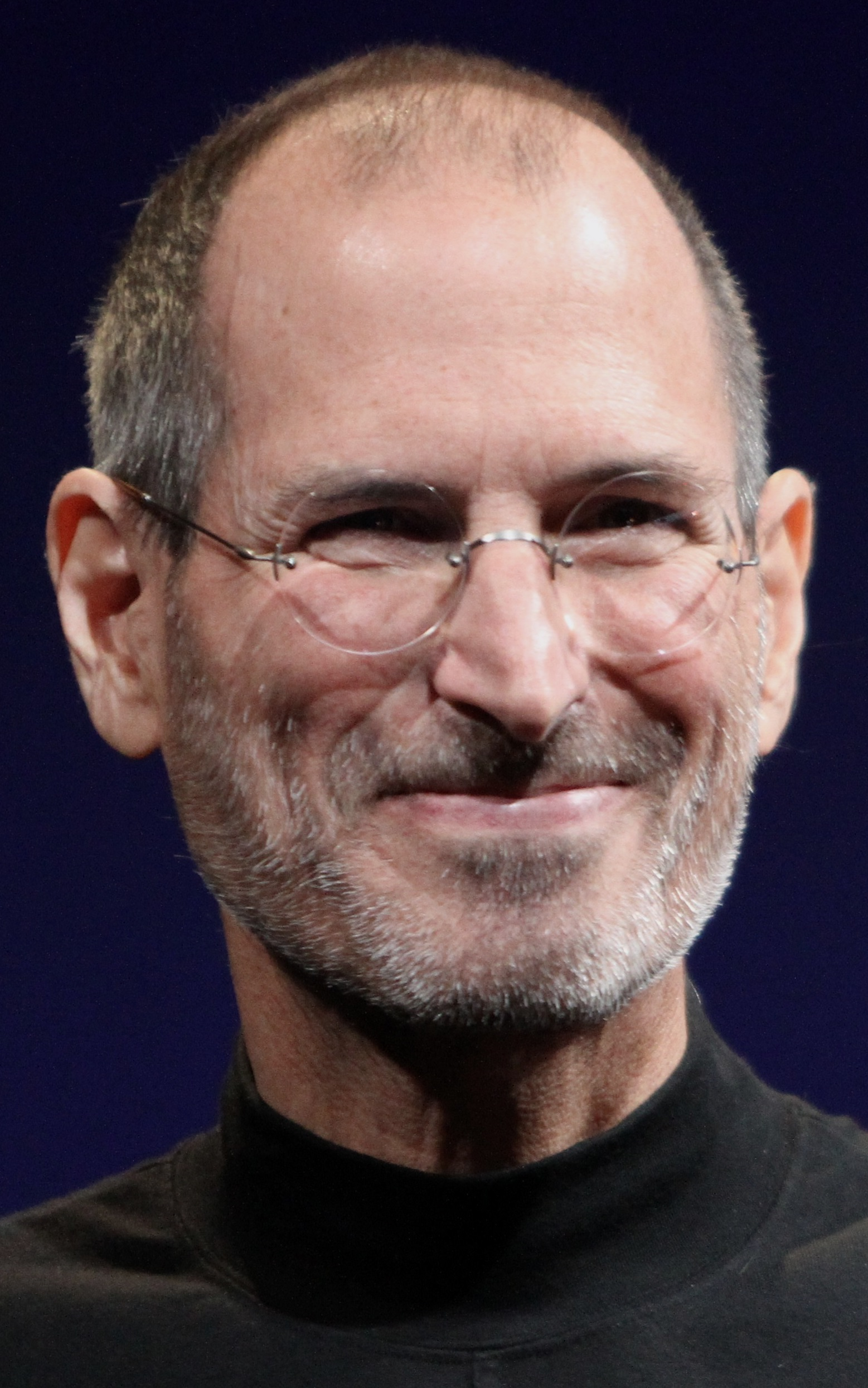
Steve Jobs

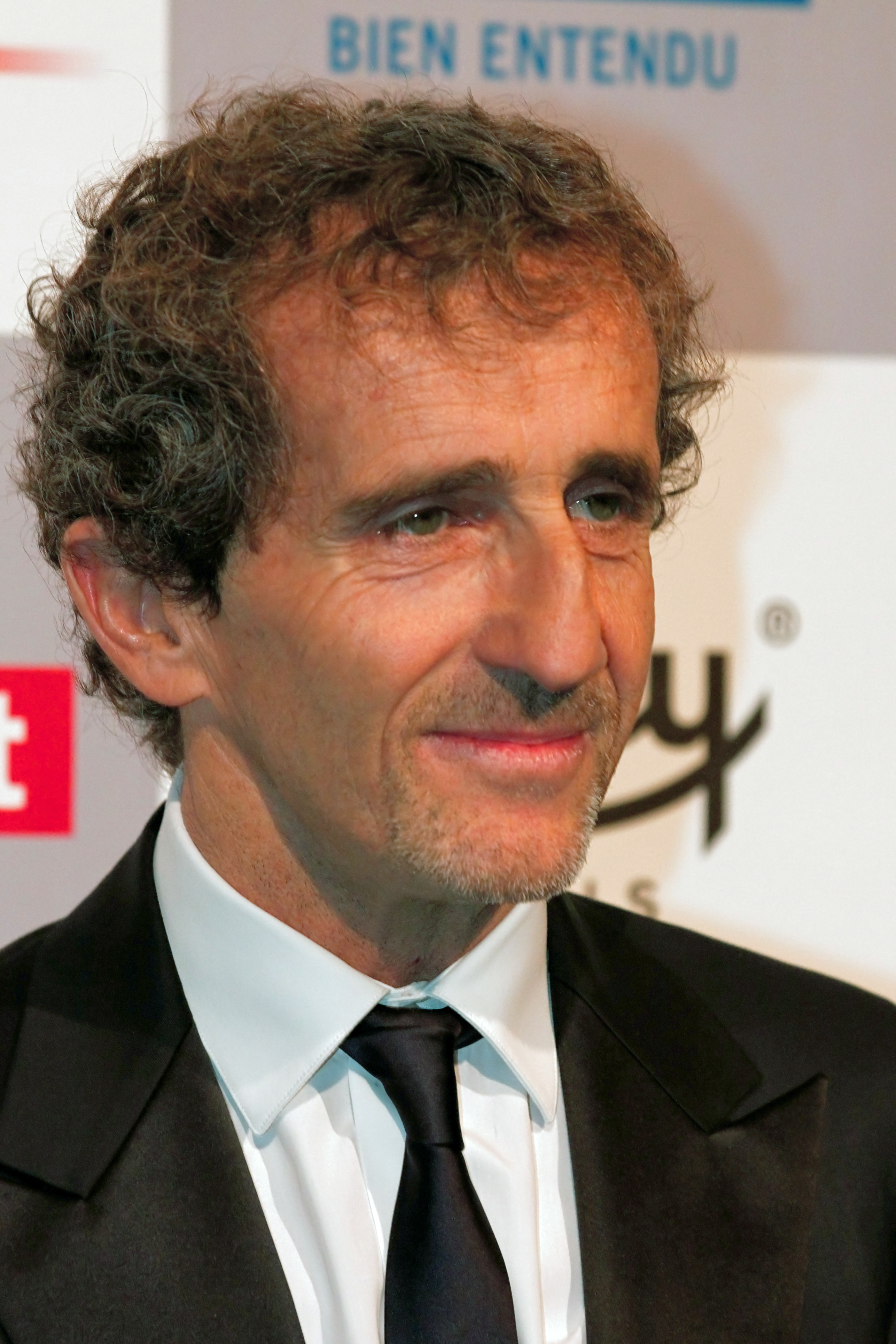
Alain Prost

### Anteriores ao século XIX
- 1103 — Toba, imperador japonês (m. 1156).
- 1304 — Ibne Batuta, jurista marroquino (m. 1377).
- 1360 — Amadeu VII de Saboia (m. 1391).
- 1413 — Luís, Duque de Saboia (m. 1465).
- 1463 — Giovanni Pico della Mirandola, filósofo italiano (m. 1494).
- 1500 — Carlos V do Sacro Império Romano-Germânico (m. 1558).
- 1536 — Papa Clemente VIII (m. 1605).
- 1547 — João da Áustria (m. 1578).
- 1553 — Cherubino Alberti, gravador e pintor italiano (m. 1615).
- 1557 — Matias do Sacro Império Romano-Germânico (m. 1619).
- 1595 — Maciej Kazimierz Sarbiewski, escritor e poeta polonês (m. 1640).
- 1619 — Charles Le Brun, pintor e teórico francês (m. 1690).
- 1697 — Bernhard Siegfried Albinus, anatomista neerlandês (m. 1770).
- 1709 — Jacques de Vaucanson, engenheiro francês (m. 1782).
- 1722 — John Burgoyne, general e político britânico (m. 1792).
- 1736 — Carlos Alexandre de Brandemburgo-Ansbach (m. 1806).
- 1774 — Adolfo, Duque de Cambridge (m. 1850).
- 1786
  - Martin W. Bates, advogado e político americano (m. 1869).
  - Wilhelm Grimm, antropólogo, escritor e acadêmico alemão (m. 1859).

### Século XIX
- 1831 — Leo von Caprivi, general e político alemão (m. 1899).
- 1836 — Winslow Homer, pintor e ilustrador americano (m. 1910).
- 1837 — Rosalía de Castro, poetisa espanhola (m. 1885).
- 1842 — Arrigo Boito, jornalista, escritor e compositor italiano (m. 1918).
- 1848 — Grant Allen, escritor de ciência e romancista canadense (m. 1899).
- 1852 — George Moore, escritor, poeta e dramaturgo irlandês (m. 1933).
- 1874 — Honus Wagner, jogador, treinador e gerente de beisebol americano (m. 1955).
- 1885
  - Chester W. Nimitz, almirante norte-americano (m. 1966).
  - Stanisław Ignacy Witkiewicz, escritor, poeta e pintor polonês (m. 1939).
- 1890 — Marjorie Main, atriz e cantora americana (m. 1975).
- 1891 — Costinha, ator português (m. 1976).
- 1896 — Richard Thorpe, diretor e roteirista americano (m. 1991).
- 1897 — Henri Frankfort, egiptólogo neerlandês (m. 1954).
- 1898 — Kurt Tank, aviador e engenheiro alemão (m. 1983).

### Século XX

#### 1901–1950
- 1902 — Gladys Aylward, missionária cristã britânica na China (m. 1970).
- 1909 — August Derleth, antologista e escritor americano (m. 1971).
- 1914 — Ralph Erskine, arquiteto sueco-britânico (m. 2005).
- 1921 — Abe Vigoda, ator norte-americano (m. 2016).
- 1922
  - Richard Hamilton, pintor e acadêmico britânico (m. 2011).
  - Steven Hill, ator americano (m. 2016).
- 1927
  - Emmanuelle Riva, atriz francesa (m. 2017).
  - David Mourão-Ferreira, escritor e poeta português (m. 1996).
- 1930
  - Barbara Lawrence, modelo e atriz americana (m. 2013).
  - Rogério Márcico, ator brasileiro.
- 1931
  - Dominic Chianese, ator e cantor americano.
  - Paulo Lopes de Faria, religioso brasileiro (m. 2009).
- 1932 — Michel Legrand, pianista, compositor e maestro francês (m. 2019).
- 1933 — Judah Folkman, médico e biólogo americano (m. 2008).
- 1934
  - Bettino Craxi, advogado e político italiano (m. 2000).
  - Renata Scotto, soprano italiana (m. 2023).
- 1936
  - Guillermo O'Donnell, cientista político argentino (m. 2011).
  - Tony Campelo, cantor brasileiro.
- 1938
  - Philip H. Knight, empresário e filantropo americano.
  - James Farentino, ator norte-americano (m. 2012).
- 1940
  - Cláudio Cavalcanti, ator brasileiro (m. 2013).
  - Denis Law, ex-futebolista e locutor esportivo britânico (m. 2025).
- 1942
  - Joe Lieberman, advogado e político americano (m. 2024).
  - Gayatri Chakravorty Spivak, filósofa, teórica e acadêmica indiana.
- 1943
  - Kent Haruf, novelista americano (m. 2014).
  - Gigi Meroni, futebolista italiano (m. 1967).
  - Pablo Milanés, cantor, compositor e violonista cubano (m. 2022).
- 1944
  - Nicky Hopkins, tecladista britânico (m. 1994).
  - Ivica Račan, advogado e político croata (m. 2007).
- 1945 — Barry Bostwick, ator e cantor americano.
- 1946
  - Grigory Margulis, matemático e acadêmico russo.
  - Rupert Holmes, cantor, compositor e dramaturgo anglo-americano.
  - Ratomir Dujković, treinador de futebol sérvio.
- 1947
  - Edward James Olmos, diretor e ator norte-americano.
  - Tamara Taxman, atriz brasileira.
- 1948 — Tim Staffell, baixista e vocalista britânico.
- 1950 — Rubens Ometto Silveira Mello, empresário brasileiro.

#### 1951–2000
- 1951
  - Debra Jo Rupp, atriz americana.
  - Helen Shaver, atriz e diretora canadense.
  - Laimdota Straujuma, economista e política letã.
- 1952 — Bryan Talbot, quadrinista britânico.
- 1954
  - Plastic Bertrand, cantor, compositor e produtor belga.
  - Sid Meier, designer de jogos e programador canadense.
- 1955
  - Steve Jobs, empresário americano (m. 2011).
  - Alain Prost, ex-automobilista francês.
- 1956
  - Judith Butler, filósofa, teórica e escritora americana.
  - Eddie Murray, jogador e treinador de beisebol americano.
- 1957 — Rafael Gordillo, ex-futebolista espanhol.
- 1958 –
  - Mark Moses, ator americano.
  - Sílvia Pfeifer, atriz brasileira.
- 1959 — Beth Broderick, atriz e diretora americana.
- 1961 — Emilio Rivera, ator norte-americano.
- 1962 — Kelly Craft, diplomata estadunidense.
- 1963 — Carlos de Bourbon-Duas Sicílias, Duque de Castro.
- 1964 — Ute Geweniger, ex-nadadora alemã.
- 1965 — Hans-Dieter Flick, treinador e ex-futebolista alemão.
- 1966 — Billy Zane, ator e produtor norte-americano.
- 1967
  - Brian Schmidt, astrofísico e acadêmico australiano, ganhador do Prêmio Nobel.
  - Camilla Baginskaite, enxadrista lituano-estadunidense.
- 1968
  - Mitch Hedberg, comediante e ator americano (m. 2005).
  - Paulo Nobre, dirigente esportivo brasileiro.
  - Emanuele Naspetti, automobilista italiano.
- 1969 — Alex González, músico e compositor américo-mexicano.
- 1970
  - Neil Sullivan, futebolista e treinador britânico.
  - Jason Watt, automobilista dinamarquês.
- 1971 — Pedro de la Rosa, automobilista espanhol.
- 1973
  - Chris Fehn, músico estadunidense.
  - Jordan Jovtchev, ginasta búlgaro.
- 1975
  - Ashley MacIsaac, cantor, compositor e violinista canadense.
  - Socorro Acioli, escritora brasileira.
- 1976
  - Zach Johnson, golfista americano.
  - Bradley McGee, ciclista e treinador australiano.
  - Marco Campos, automobilista brasileiro (m. 1995).
- 1977
  - Embee, DJ e produtor musical sueco.
  - Floyd Mayweather Jr., pugilista norte-americano.
- 1978 — Jon Fitch, lutador de MMA norte-americano.
- 1979 — Montezine, ex-futebolista brasileiro.
- 1980 — Shinsuke Nakamura, lutador japonês.
- 1981
  - Felipe Baloy, futebolista panamenho.
  - Lleyton Hewitt, tenista australiano.
  - César Santin, futebolista brasileiro.
- 1982
  - Klára Koukalová, tenista tcheca.
  - Fala Chen, atriz e cantora chinesa.
- 1983 — Naruna Costa, atriz, diretora, cantora e compositora brasileira.
- 1984
  - Corey Graves, lutador e locutor esportivo americano.
  - Clivio Piccione, automobilista monegasco.
- 1985
  - Oleksandr Yatsenko, futebolista ucraniano.
  - William Kvist, futebolista dinamarquês.
- 1986 — Thiago Ribeiro, futebolista brasileiro.
- 1987 — Tina Desai, atriz e modelo indiana.
- 1988 — Alexander Koch, ator norte-americano.
- 1989 — Trace Cyrus, cantor, compositor e guitarrista americano.
- 1990 — Ayub Daud, futebolista somali.
- 1991
  - Semih Kaya, futebolista turco.
  - Melissa Hoskins, ciclista australiana (m. 2023).
- 1992 — Eduardo Sasha, futebolista brasileiro.
- 1993 — Thomás Bedinelli, futebolista brasileiro.
- 1994 — Nattawin Wattanagitiphat, ator e modelo tailandês.
- 1995 — Luca Ghiotto, automobilista italiano.
- 1996 — Miguel Merentiel, futebolista uruguaio.
- 1997 — César Montes, futebolista mexicano.
- 1999 — Caio Alexandre, futebolista brasileiro.
- 2000 — Antony, futebolista brasileiro.

### Século XXI
- 2001 — Anthony Gordon, futebolista inglês.
- 2005 — Arthur Wenderroscky, futebolista brasileiro.

## Mortes

### Anteriores ao século XIX
- 0616 — Etelberto de Kent (n. 560).
- 0669 — Cumeneu, o Branco, escritor irlandês (n. ?).
- 1386 — Carlos III de Durazzo (n. 1345).
- 1496 — Everardo I de Württemberg (n. 1445).
- 1525
  - Jacques de La Palice, nobre e oficial militar francês (n. 1470).
  - Guillaume Gouffier, senhor de Bonnivet, soldado francês (n. 1488).
- 1563 — Francisco, Duque de Guise (n. 1519).
- 1588 — Johann Weyer, médico e ocultista neerlandês (n. 1515).
- 1704 — Marc-Antoine Charpentier, compositor francês (n. 1643).
- 1714 — Edmund Andros, cortesão e político inglês (n. 1637).
- 1777 — José I de Portugal (n. 1714).
- 1785 — Carlo Maria Bonaparte, advogado e político da Córsega (n. 1746).
- 1799 — Georg Christoph Lichtenberg, físico e acadêmico alemão (n. 1742).

### Século XIX
- 1810 — Henry Cavendish, físico e químico franco-britânico (n. 1731).
- 1812 — Étienne-Louis Malus, físico e matemático francês (n. 1775).
- 1815 — Robert Fulton, engenheiro estadunidense (n. 1765).
- 1825 — Thomas Bowdler, médico e filantropo britânico (n. 1754).
- 1856 — Nikolai Lobachevsky, matemático e acadêmico russo (n. 1792).
- 1876 — Joseph Jenkins Roberts, político americano-liberiano (n. 1809).
- 1893 — Carlos Zeferino Pinto Coelho, jurisconsulto português (n. 1819).

### Século XX
- 1910 — Osman Hamdi Bey, arqueólogo e pintor grego (n. 1842).
- 1914 — Joshua Chamberlain, general e político americano (n. 1828).
- 1925 — Hjalmar Branting, jornalista e político sueco, ganhador do Prêmio Nobel (n. 1860).
- 1929 — André Messager, pianista, compositor e maestro francês (n. 1853).
- 1930 — Hermann von Ihering, zoólogo teuto-brasileiro (n. 1850).
- 1938 — Max Wien, físico alemão (n. 1866).
- 1953 — Gerd von Rundstedt, marechal-de-campo alemão (n. 1875).
- 1967 — Assafe Já VII, último nizã do Estado de Hiderabade (n. 1886).
- 1970 — Conrad Nagel, ator americano (n. 1897).
- 1973 — Eugen Rosenstock-Huessy, pensador alemão (n. 1888).
- 1975 — Nikolai Bulganin, marechal e político russo (n. 1895).
- 1982 — Virginia Bruce, atriz norte-americana (n. 1910).
- 1986
  - Rukmini Devi Arundale, dançarina indiana (n. 1904).
  - Tommy Douglas, ministro e político anglo-canadense (n. 1904).
- 1990
  - Sandro Pertini, jornalista e político italiano (n. 1896).
  - Johnnie Ray, cantor, compositor e pianista norte-americano (n. 1927).
- 1993
  - Bobby Moore, futebolista britânico (n. 1941).
  - Samuel dos Santos, ator, produtor e assistente de direção brasileiro (n. 1912).
- 1994 — Dinah Shore, atriz e cantora americana (n. 1916).
- 1998
  - Antonio Prohías, cartunista cubano-americano (n. 1921).
  - Henny Youngman, comediante e violinista anglo-americano (n. 1906).

### Século XXI
- 2001 — Claude Shannon, matemático, criptógrafo e engenheiro norte-americano (n. 1916).
- 2002 — Leo Ornstein, pianista e compositor ucraniano-americano (n. 1893).
- 2004 — John Randolph, ator americano (n. 1915).
- 2006
  - Octavia Butler, escritora e educadora americana (n. 1947).
  - Don Knotts, ator e comediante americano (n. 1924).
  - Dennis Weaver, ator, diretor e produtor americano (n. 1924).
  - Cléa Simões, atriz brasileira (n. 1927).
- 2007
  - Damien Nash, jogador de futebol americano (n. 1982).
  - Bruce Bennett, ator e arremessador de peso norte-americano (n. 1906).
  - Leroy Jenkins, compositor e violinista norte-americano (n. 1932).
- 2008
  - Larry Norman, cantor, compositor e produtor norte-americano (n. 1947).
  - Rui Torres, apresentador de televisão mexicano (n. 1976).
- 2010 — C. R. Johnson, esquiador norte-americano (n. 1983).
- 2012
  - Eliana Tranchesi, empresária brasileira (n. 1955).
  - Pery Ribeiro, cantor e compositor brasileiro (n. 1937).
- 2014
  - Carlos Páez Vilaró, pintor e escultor uruguaio (n. 1923).
  - Harold Ramis, ator, diretor, produtor e roteirista estadunidense (n. 1944).
- 2016
  - Peter Kenilorea, político salomônico (n. 1943).
  - Nabil Maleh, diretor, produtor e roteirista sírio (n. 1936).
- 2018 — Sridevi, atriz indiana (n. 1963).
- 2020 — Katherine Johnson, física e matemática americana (n. 1918).
- 2024 — Kenneth Mitchell, ator canadense (n. 1974).
- 2025 — Roberta Flack, cantora, compositora e pianista estadunidense (n. 1937).

## Feriados e eventos cíclicos
- Dia da Bandeira do México
- Dia da Independência da Estônia

### Brasil
- Dia da conquista do voto feminino no Brasil
- Dia Nacional do RPG
- Dia Estadual da Mulher Maranhense na Política No Maranhão

### Cristianismo
- Josef Mayr-Nusser
- Sérgio da Capadócia

## Outros calendários
- No calendário romano era o 6º dia (VI) antes das calendas de março.
- Com a reforma do calendário juliano que introduziu a medida do ano de 365 dias e 1/4 do dia ou 6 horas, entrou em vigor o ciclo dos anos bissextos com 3 anos comuns de 365 dias seguidos de 1 ano com 366 dias. O dia acrescentado devia ser a repetição do dia 24 de fevereiro, o sexto dia antes das Calendas de Março. A repetição do dia expressava-se como bissexto dia antes das Calendas de Março. O termo bissexto passou a designar abreviadamente o próprio dia repetido, o dia bissexto, o mês em que tal acontece é mês bissexto e o ano é ano bissexto. A partir do século XVI com a impressão dos calendários o dia bissexto começou a ser acrescentado no fim do mês, como ainda hoje se usa.
- No calendário litúrgico tem a letra dominical F para o dia da semana.
- Nos anos bissextos era neste dia que começava a usar-se a 2ª letra dominical do ano. Na Idade Média, muitas vezes as instruções referiam apenas que a 1ª letra dominical dos anos bissextos servia até dia de São Matias e nesse dia se tomava a 2ª, porque durante séculos o dia 24 de fevereiro era o dia de festa do Apóstolo, posteriormente mudada para o dia 14 de maio.
- No calendário gregoriano a epacta do dia é v.